# Anohni
Anohni (estilizado como ANOHNI; nascida em outubro de 1971) é uma cantora e compositora inglesa, mais conhecida por ser a líder da banda de art pop Antony and the Johnsons.

## Biografia
Nascida em Sussex, Reino Unido em 1971, a família de Anohni mudou-se para Amsterdã em 1977, e posteriormente para a Califórnia em 1981.
O seu segundo álbum com Antony and the Johnsons, I Am a Bird Now, ganhou o prestigiado prêmio britânico Mercury Prize em 2005 e foi nomeado o álbum do ano pela revista Mojo.
Trabalhou com Lou Reed como vocalista secundária em Animal Serenade e uma série de músicas do álbum The Raven. Anohni também marca sua presença na música "Lowlands Low" com Bryan Ferry em Rogue's Gallery: Pirate Ballads, Sea Songs, and Chanteys de Hal Willner, na música "Old Whore's Diet" em Want Two de Rufus Wainwright e na música "Beautiful Boyz" de CocoRosie no álbum Noah's Ark.
Estreou no filme Leonard Cohen: I'm Your Man sobre Leonard Cohen.
Anohni colaborou com a cantora Björk nas gravações de seu álbum Volta, onde participou nas músicas "The Dull Flame of Desire" e "My Juvenille". Durante uma entrevista com a islandesa, ela disse ter confundido a voz de Antony com a de uma "mulher negra" na primeira vez em que o ouviu em CD. Dessa participação surgiu uma nova faceta de Anohni, mais virada para a mãe natureza e para o ambiente, uma nova maneira de ver o mundo. Esta nova visão está bem presente no seu terceiro álbum, The Crying Light, lançado em 2009.
Anohni e a sua banda são um presença assídua em Portugal, onde já atuaram em Lisboa, Porto e em Braga. Anohni considerou o Theatro Circo um "local mágico" e um dos mais belos teatros onde já havia tocado.
Anohni é transgênero e se identifica como mulher. Ela prefere o uso de pronomes femininos. Em entrevista à revista Flavorwire em novembro de 2014, ela declarou: "Meus amigos mais próximos e familiares usam pronomes femininos ao se referirem a mim. Eu não tenho mandato para mandar a imprensa fazer uma coisa ou outra... Na minha vida pessoal eu prefiro 'ela'. Acho que palavras são importantes. Chamar uma pessoa pelo seu gênero escolhido é honrar o seu espírito, a sua vida e contribuição. 'Ele' é um pronome invisível para mim, me nega."
Em 2022, Anohni colabora de perto com Hercules and Love Affair e canta seis músicas em seu álbum In Amber, seis músicas que escreveram juntos. Anohni canta em particular em "Poisonous Storytelling" e "One", que são dois dos singles do álbum In Amber. Para este álbum, Anohni também quis colaborar com o baterista Budgie dos grupos Siouxsie and the Banshees e The Creatures, dos quais ela é fã.

## Discografia
Com Antony and the Johnsons
- Antony and the Johnsons (2000)
- I Am a Bird Now (2005)
- The Crying Light (2009)
- Swanlights (2010)

Como Anohni
- Hopelessness (2016)
- Paradise (2017)